# Cyphotendana dalmazzensis
Cyphotendana dalmazzensis är en kräftdjursart som beskrevs av Karl Wilhelm Verhoeff 1936. Cyphotendana dalmazzensis ingår i släktet Cyphotendana och familjen Trichoniscidae. Inga underarter finns listade i Catalogue of Life.